# 舞鶴工業高等専門学校
舞鶴工業高等専門学校（まいづるこうぎょうこうとうせんもんがっこう、英: National Institute of Technology, Maizuru College）は、京都府舞鶴市にある日本の国立高等専門学校である。略称は舞鶴高専。

## 概要
1965年設置で福井県若狭地方との府県境に位置する。近年では入試会場を3県7会場に分けて行っている。
本科4、5学年及び専攻科1、2学年は、単一の技術者教育プログラムである総合システム工学プログラムを構成し、2005年5月に生産・情報基礎工学プログラムにおいて日本技術者教育認定機構 (JABEE) の認定を受けた。
校風は比較的自由であり、学校では制服は指定していない。現在の授業時間は90分（45分+45分）授業である（2022年7月現在、新型コロナウイルス感染対策により授業時間が85分に短縮されている）。

## 学科（準学士課程）
- 機械工学科
- 電気情報工学科（旧：電気工学科）
- 電子制御工学科
- 建設システム工学科（旧：土木工学科）
平成18年度より「都市環境コース」「建築コース」にコース分けしており、4年次にそれぞれのコースに分かれる。

## 専攻科（学士課程）
平成27年度より、それまでの2専攻制から1専攻3コース制へ制度が変更になった。平成27年度においても平成26年度入学生までは2専攻制となっている。
- 総合システム工学専攻
  - 電気電子システム工学コース（ES工学コース）
  - 機械制御システム工学コース（MS工学コース）
  - 建設工学コース（CA工学コース）

平成26年度以前
- 電気・制御システム工学専攻
- 建設・生産システム工学専攻

## 教育理念
広く工学の基礎と教養を身につけ、問題発見、解決能力、創造力、国際感覚豊かな実践的技術者を育成する。
- 教育プログラム
「生産・情報基礎工学」
- 教育方針

1. 実験、実習、演習、ものつくりを重視する。
2. 基礎に立ち返って考えさせる。
3. 自ら学ぼうとする意欲を育てる。
4. 豊かな教養と国際性を育む。

- 学習・教育目標
  - 自然科学と工学の基礎を幅広く修得し、それを応用することができる。
  - 専門分野の基礎知識を修得し、それを実際の技術の問題に応用することができる。
  - 修得した知識を統合して、社会に貢献できる製品やシステムを設計・開発する創造的能力と意欲を有する。
  - 実験・実習・演習を通じて現象を分析・解析することができる。
  - 豊かな人間性、国際性、協調性及び英語によるコミュニケーション能力を身につける。
  - 技術が持つ地球的、社会的影響の重要性と技術者の倫理的責任を理解し、説明することができる。
  - 課題の提案・報告などを効果的に記述し、説明することができる。
  - コンピュータはじめ実践に必要なスキルと最新の工学ツールを活用することができる。

## 施設
- 本館
主に教官室・研究室・実験室、および学生課・会計課・庶務課等。1、2、3学年の教室やCALL教室や学生相談室も本館にある。建物自体はつながっているが、A棟・B棟に区別されており、B棟に普通教室やCALL教室などが集中している。
- 低学年棟・地域共同テクノセンター
1階は地域共同テクノセンター。2階は物理実験室・化学実験室。3階および4階は4、5学年の教室。低学年棟という名前だが、現在は高学年の教室として使われている。完成当初は低学年が使っていた。
- 専攻科棟
1階に実験室3個、2階は実験室1個、情報演習室1個、CM研究室1個および講義室1個。
- 情報科学センター
学生用のコンピュータがあり、主に授業で使われる。授業外には個人で利用することもできる。
- 図書館
2階が図書室となっている。図書以外に、DVD・ビデオ・CS放送を視聴可能。
- 青葉会館
1階に売店・食堂。2階は合宿室等。
売店[2]・食堂[3]はコンパスグループ・ジャパンが運営を行っている。
- 体育館・グラウンド
体育館、グラウンド、共に2つずつある。第1体育館横には武道場があり、剣道場・柔道場となっている。第2グラウンド横にはテニスコートが敷設されている。
- その他
プール・クラブハウス・合宿所・マルチラボ（多目的建屋）などがある。

## 学寮
「学生に対して、生活訓練を実施し、規律ある共同生活をとおして、学生の教養を高め、社会の秩序と倫理を重んずる気風を養い将来にわたる人間形成に資すること」を目的として、学寮・鶴友（かくゆう）寮が置かれている。寮の規模は他の高専と比較して大きい。寮は1号館から7号館で形成され、1・4号館は女子寮、6号館は主に男子1年生、2・3・5・7号館は主に男子2 - 5年生、専攻科生が入寮している。
寮は2人部屋（3年生以上は1人部屋も希望できる）が割り当てられ、トイレ・浴場・洗濯場・食堂などを寮生全員で共用して生活する。男子は1 - 2年生、女子は1年生の間は全寮制（実家から通う通学生は除く）となる。それ以降は、入寮中の行動を評価した上での選考に残る事で、入寮できる（入寮希望者数に対して、学寮が不足しているため）。

### 学寮運営の基本方針
1. 勉学と課外活動の拠点としての学寮
2. 安全、安心、清潔な学寮
3. 人間性・社会性・公共性をはぐくむ学寮
4. きめの細かい学生指導と相談体制の整備

### 行事
- 4月 - 入寮・新入生歓迎会、寮生総会
- 5月 - 避難訓練
- 7月 - サマーフェスティバル、寮内大掃除
- 8月 - 閉寮・寮内衛生害虫駆除
- 10月 - 避難訓練、1年生部屋替え
- 12月 - 寮内大掃除・閉寮
- 2月 - 寮祭、寮生総会
- 3月 - 部屋替え（寮内大掃除）・閉寮

平成19年度から夏休みの期間が変更された（8月上旬 - 9月中旬）

## クラブ・同好会
クラブ・同好会の参加は自由制であり、複数の部活に同時に兼部することも可能である。
- 体育系 - 陸上競技、バスケットボール、バレーボール、ソフトテニス、卓球、柔道、剣道、サッカー、硬式野球、ハンドボール、バドミントン、水泳、テニス、弓道、空手道、フリークライミング
- 文化系 - 自動車、アマチュア無線、吹奏楽、プログラマーズコミュニティ、創造技術研究会、華道、デザコン、軽音楽、HANDMADE
- 同好会 - 文学、鉄道、シビックデザイン

## 行事

### 高専行事
舞鶴高専は主に高専間同士での大会などに参加している。
- 高専体育大会
- アイデア対決・全国高等専門学校ロボットコンテスト （創造技術研究会）
- プログラミングコンテスト （プログラマーズコミュニティ）
- デザインコンペティション （デザコン部）
- 近畿7高専合同演奏会（吹奏楽部）

### 学校行事
3日間に渡って行われる高専祭が、規模も大きく1年で最大の行事である。
- 4月 - 新入生歓迎球技大会、新入生合宿研修（国立若狭湾青少年自然の家で実施）
- 5月 - スポーツフェスタ
- 10月 - 球技大会
- 11月 - 高専祭

## 著名な卒業生
- 川上仁一（武術家、忍術研究家）
- 西嶋久勝（政治家、舞鶴市部長、高浜町副町長）
- 城﨑雅文（政治家、第5代宮津市長）
- 舩本昇竜（作家、教員）
- 若井おさむ（お笑い芸人）
- 田中邦裕（在学中にさくらインターネットを創業、現在代表取締役社長、1998年電子制御工学科卒）
- 浅井睦（設計士、Engineering Freak代表）
- 西尾素己（サイバーセキュリティ専門家、多摩大学客員教授）

## 著名な教職員
- 川勝邦夫（技術者、本校名誉教授。専門は、教育工学、機械設計・溶接工学）
- 川端正久（政治学者、本校元助教授。龍谷大学名誉教授。国際政治学・アフリカ政治論）
- 岡本寛昭（工学者、本校名誉教授。土木材料・力学一般）
- 村上美登志（文学者、本校人文科学部門教授。公立若狭高等看護学院教員。文学一般）
- 吉永進一（宗教学者、本校人文科学部門教授。秘教思想史）
- 飯塚一幸（歴史学者、本校元専任講師。大阪大学教授。日本近代史）